# Aclimação
Aclimação es un barrio ubicado en la zona central de la ciudad de Sao Paulo, Brasil. Administrativamente se encuentra en el distrito de Liberdade y pertenece a la subprefectura de Sé. Limita con los barrios de Paraíso, Liberdade, Vila Mariana, Vila Deodoro, Cambuci y Morro da Aclimação.

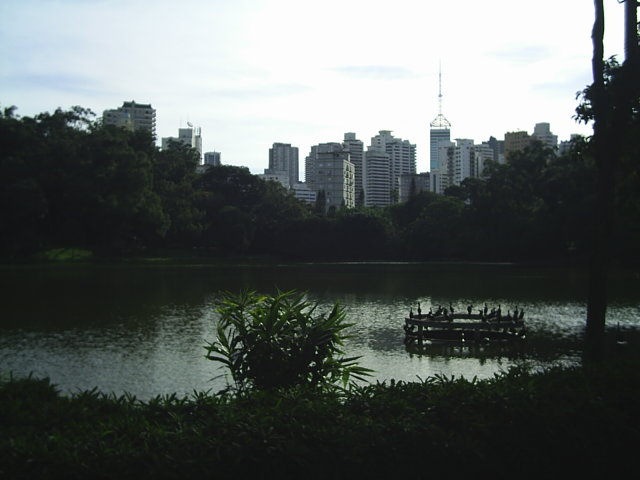
Parque da Aclimação en la ciudad de São Paulo.

En virtud de su ubicación recibe varias iniciativas inmobiliarias destinadas a la clase media alta y se vuelve cada vez más valioso. Ese "boom inmobiliario" causó que el tráfico aumente y desaparezcan las características originales del barrio como eran las residencias adosadas y los sobrados antiguos.  Hay también un cambio del perfil que ahora puede ser clasificado como de clase media a clase media alta pudiendo incluso ser clasificado como un barrio de clase alta. razón por la que el CRECI lo considera como una "Zona de Valor B" al igual que los barrios de Brooklin, Cerqueira César, Alto de Santana e Paraíso.
Aclimação es uno de los reductos de la comunidad coreana en la ciudad. En los alrededores de la Plaza General Polidoro hay restaurantes, iglesias y otros comercios típicos asiáticos. La fuerte presencia coreana es atestiguada por los frecuentadores del parque del bario que en su mayoría pertenecen a esa comunidad. Según investigaciones hechas por inmobiliarias de la región, se estima que el 30% de los habitantes de cada edificio del barrio son coreanos o descendientes. Una de las explicaciones para esa situación es la presencia de iglesias presbiterianas en las áreas próximas al barrio ya el protestantismo es practicado por la mayoría de dicha comunidad.